# 우크라이나 국립역사박물관
우크라이나 국립역사박물관(우크라이나어: Національний музей історії України)은 우크라이나 키이우에 소재한 박물관이다. 고대부터 현재까지 우크라이나의 역사를 전시하고 있으며, 우크라이나의 주요 박물관 중 하나다. 약 800,000개의 품목을 소장하고 있으며, 약 22,000개의 품목을 영구 전시한다.